# Mark VII
Mk VII — британский тяжёлый танк времён Первой мировой войны.
Этот танк был модификацией Mk V, отличался видом охлаждения и гидравлической трансмиссией. Танк оснастили электростартёром. Масса танка увеличилась до 37 тонн, а пулемётов стало 5. Этот танк был относительно простым в управлении, но дорогостоящим — из 75 заказанных танков было собрано только 3.

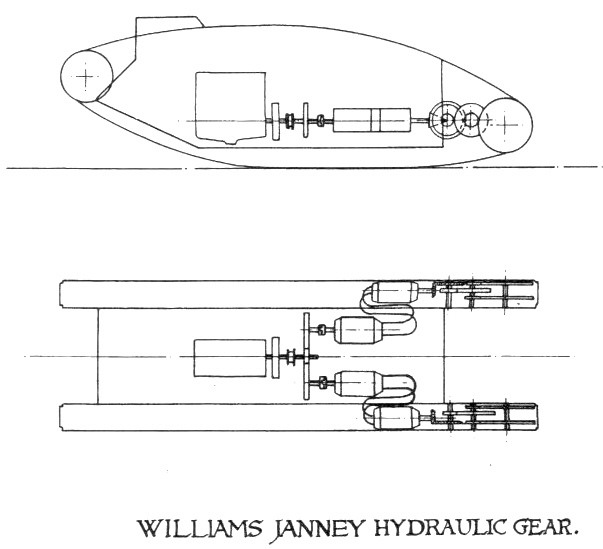